# Pro Borsbeek (2012)
Pro Borsbeek was een Belgische lokale kieslijst te Borsbeek.

## Geschiedenis
sp.a nam op initiatief van gemeenteraadslid Roby Legendre onder de naam Pro Borsbeek deel aan de gemeenteraadsverkiezingen van 2012. Hij kon daarbij evenwel niet rekenen op de voltallige steun van de lokale afdeling. Onder meer Ronald De Weger verzette zich tegen deze naamswijziging en overwoog een samenwerking met Groen. Lijsttrekker was Legendre, lijstduwer was Peter Van Hoof. De partij overtuigde deze stembusgang 8,55% van de kiezers, goed voor een zetel. 
Bij de stembusgang van 2018 kwam de partij opnieuw op als sp.a.